# Elias Koteas
Elias Koteas (en grec: Ηλίας Κοτέας; Mont-real, Quebec, 11 de març de 1961) és un actor quebequès. És més conegut per actuar en papers secundaris o principals en pel·lícules dels Estats Units i el Canadà. Va guanyar el premi canadenc televisiu al millor actor secundari pel seu paper a la pel·lícula Ararat (2002). També ha interpretat papers en pel·lícules com Some Kind of Wonderful (1987), The Adjuster (1991), Exotica (1994), Crash (1996), Fallen (1998), The Thin Red Line (1998), Zodiac (2007), El curiós cas de Benjamin Button (2008) i Shutter Island (2010). També va interpretar Casey Jones en dues de les pel·lícules originals de les tortugues ninja mutants adolescents. Del 2014 al 2018, Koteas va aparèixer a la sèrie de televisió Chicago P.D., l'spin-off de Chicago Fire, on va interpretar Alvin "Al" Olinsky, un detectiu encobert des de fa molt temps a la Unitat d'Intel·ligència.

## Biografia
Els pares de Koteas són d'ascendència grega; el seu pare treballava com a mecànic per al Canadian National Railway (els Ferrocarrils Nacionals de Canadà) i la seva mare era capellera. Koteas és graduat de l'Acadèmia Estatunidenca d'Arts Dramàtiques de Nova York i del Vanier College de Mont-real.

## Filmografia

### Televisió
- 1985: Private Sessions - Johnny O'Reilly (telefilm)
- 1988: Crime Story - Jerry Travers (sèrie; episodi: "Roadrunner")
- 1988: Onassis: The Richest Man in the World - Young Aristotle Onassis (telefilm)
- 1995: Sugartime - Butch Blasi (telefilm)
- 2001: Shot in the Heart - Gary Gilmore (telefilm)
- 2002: The Sopranos - Dominic Palladino (sèrie; episodi: "The Strong, Silent Type")
- 2004: Traffic - Mike McKay (minisèrie; 3 episodis)
- 2005–2006: American Dad! - Jim (veu) (sèrie; 2 episodis)
- 2006: Conviction - Mike Randolph (sèrie; episodi: "Pilot")
- 2006: House - Jack Moriarty (sèrie; episodi: "No Reason")[8]
- 2008: CSI: NY - Joe / Douglas Anderson (sèrie; 2 episodis)
- 2009: Saving Grace - William Drugh (sèrie; episodi: "The Live Ones")
- 2011: Combat Hospital - Colonel Xavier Marks (sèrie; 13 episodis)
- 2012: Unforgettable - Sam Rhodes (sèrie; episodi: "A Man in the Woods")
- 2013: The Killing - James Skinner (sèrie; 11 episodis)
- 2013–2017: Chicago Fire - Alvin "Al" Olinsky (sèrie; 4 episodis)
- 2014–2018: Chicago P.D. - Alvin "Al" Olinsky (personatge principal) (sèrie; 106 episodis)
- 2016–2018: Chicago Med - Alvin "Al" Olinsky (sèrie; 3 episodis)
- 2017: Chicago Justice - Alvin "Al" Olinsky (sèrie; episodi: "Fake")
- 2021: Goliath - Tom True (personatge recurrent) (sèrie; temporada 4)
Recurring cast[9][10]

### Cinema
- 1985: One Magic Christmas - Eddie
- 1987: Some Kind of Wonderful - Duncan
- 1987: Jardins de pedra (Gardens of Stone) - Pete Deveber
- 1988: Tucker: l'home i el seu somni (Tucker: The Man and His Dream) - Alex Tremulis
- 1988: Full Moon in Blue Water - Jimmy
- 1989: Malarek - Victor Malarek
- 1989: Blood Red - Silvio
- 1989: Friends, Lovers & Lunatics - Davey
- 1990: Les Tortugues Ninja (Teenage Mutant Ninja Turtles) - Casey Jones
- 1990: Backstreet Dreams - Wizard
- 1990: Desperate Hours - Wally Bosworth
- 1990: Mira qui parla també (Look Who's Talking Too) - Stuart Jensen
- 1990: Almost an Angel - Steve Garner
- 1991: El liquidador (The Adjuster) - Noah Render
- 1992: Chain of Desire - Jesus
- 1993: Les fabuloses Tortugues Ninja 3 (Teenage Mutant Ninja Turtles III) - Casey Jones / Whit
- 1993: Cyborg 2 - Colton Ricks
- 1994: Exotica - Eric / Club's DJ
- 1994: Camilla - Vincent Lopez
- 1995: The Prophecy - Thomas Dagget
- 1995: Power of Attorney - Paul Dellacroce
- 1996: Crash - Vaughan
- 1996: Hit Me - Sonny Rose
- 1997: Gattaca - Antonio Freeman
- 1998: Fallen - Edgar Reese
- 1998: Apt Pupil - Archie
- 1998: Living Out Loud - The Kisser
- 1998: The Thin Red Line - Capt. Staros
- 1998: Divorce: A Contemporary Western - Matt
- 2000: Dancing at the Blue Iguana - Sully
- 2000: Les flors d'en Harrison (Harrison's Flowers) - Yeager Pollack
- 2000: Lost Souls - John Townsend
- 2001: Novocaine - Harlan Sangster
- 2002: Danys col·laterals (Collateral Damage) - Peter Brandt
- 2002: Ararat - Ali / Jevdet Bay
- 2002: Simone - Hank Aleno
- 2005: The Greatest Game Ever Played - Arthur Ouimet
- 2005: The Big Empty - The Specialist
- 2007: Skinwalkers - Jonas Talbot
- 2007: Zodiac - Sgt. Jack Mulanax
- 2007: Shooter - Jack Payne
- 2007: Prisoner - Jailer
- 2007: The Girl in the Park - Raymond
- 2008: Dos amants (Two Lovers) - Ronald Blatt
- 2008: Dark Streets - The Lieutenant
- 2008: El curiós cas de Benjamin Button (The Curious Case of Benjamin Button) - Monsieur Gateau
- 2009: The Haunting in Connecticut - Reverend Popescu
- 2009: I Come with the Rain - Hasford
- 2009: Defendor - Chuck Dooney
- 2009: The Fourth Kind - Abel Campos
- 2010: The Killer Inside Me - Joe Rothman
- 2010: Backyards - John
- 2010: Shutter Island - Andrew Laeddis
- 2010: My Own Love Song - Dean
- 2010: Die - Mark Murdock
- 2010: Let Me In - The Policeman
- 2011: Winnie Mandela - Major de Vries
- 2011: Dream House - Boyce
- 2011: A Very Harold & Kumar Christmas - Sergei Katsov
- 2013: The Last Days on Mars - Charles Brunel
- 2013: Ara em veus (Now You See Me) - Lionel Shrike
- 2013: Devil's Knot - Jerry Driver
- 2013: Jake Squared - Jake Klein
- 2017: My Days of Mercy - Simon Moro